# 34

## Nașteri
- 4 decembrie: Persius poet latin (d. 62)

## Decese
- dată necunoscută: Filip Tetrarhul  (n. 20 î.Hr.)